# Bruno Ziener
Bruno Ziener, nato Bruno Bernhard Ziener (Oberplanitz, 11 giugno 1870 – Berlino, 9 febbraio 1941), è stato un attore e regista tedesco.

## Biografia
Figlio di un minatore, debuttò nel 1891 al teatro di Guben. Nel 1898, si trasferì a Berlino, dove avrebbe recitato al Deutsches Theater, al Lessingtheater, al Deutsches Künstlertheater, al Thaliatheater e alla Volksbühne. Nel 1913, iniziò la sua carriera cinematografica che sarebbe durata continuativamente fino al 1940 (l'attore morì nel febbraio 1941, all'età di 70 anni), alternando la recitazione con la regia. Occasionalmente, Ziener firmò anche alcune sceneggiature.

## Filmografia

### Attore

#### 1913
- Frauenleid

#### 1914
- Die große Sünderin, regia di Curt A. Stark (1914)

#### 1915
- Lottekens Feldzug, regia di Bruno Ziener (1915)

#### 1916
- Die Reise ins Jenseits, regia di Adolf Gärtner (1916)
- Im Joche des Schicksals, regia di Edmund Edel, Bruno Ziener (1916)
- Geopfert, regia di Walter Schmidthässler (1916)
- Professor Erichsons Rivale, regia di Louis Neher (1916)
- Verbrannte Flügel, regia di Arthur Wellin (1916)
- Der Schloßschrecken, regia di Walter Schmidthässler (1916)
- Der Fakir im Frack, regia di Max Mack (1916)

#### 1917
- Der Fall Routt...!, regia di William Kahn (1917)
- Das Nachtgespräch, regia di Adolf Gärtner (1917)
- Königliche Bettler, regia di Richard Oswald (1917)
- Aus vergessenen Akten (1917)
- Der Fall Dombronowska...! , regia di William Kahn (1917)

#### 1918
- Der Dieb, regia di Franz Eckstein, Rosa Porten (1918)
- Verworrene Wege, regia di Eugen Illés (1918)
- Das Tagebuch des Apothekers Warren  (1918)

#### 1920
- Indische Rache, regia di Georg Jacoby, Léo Lasko (1920)
- Sera... notte... mattino (Abend - Nacht - Morgen), regia di Friedrich Wilhelm Murnau (1920)
- Die Geheimnisse von New York (1920)

#### 1922
- Der Unheimliche, regia di Ernst Wendt (1922)
- Der falsche Prinz, regia di Erwin Baron (1922)

#### 1923
- I.N.R.I. (I.N.R.I. – Ein Film der Menschlichkeit), regia di Robert Wiene (1923)

#### 1924
- Guillotine, regia di Guido Schamberg (Guido Parish) (1924)

#### 1925
- Ein Sommernachtstraum, regia di Hans Neumann (1925)
- Die Zirkusprinzessin, regia di Adolf Gärtner (1925)
- Bismarck, 1. Teil, regia di Ernst Wendt (1925)
- Der Herr Generaldirektor, regia di Fritz Wendhausen (1925)

#### 1926
- Der Bankkrach unter den Linden, regia di Paul Merzbach (1926)
- Der Mann aus dem Jenseits, regia di Manfred Noa (1926)
- Staatsanwalt Jordan, regia di Karl Gerhardt (1926)

#### 1927
- Bismarck 1862-1898, regia di Kurt Blachy (come Curt Blachnitzky) (1927)
- Kinderseelen klagen euch an, regia di Kurt Bernhardt (1927)
- Der Sohn der Hagar, regia di Fritz Wendhausen (1927)
- Ein Tag der Rosen im August... , regia di Max Mack (1927)
- Das Mädchen mit den fünf Nullen, regia di Kurt Bernhardt (Curtis Bernhardt) (1927)

#### 1928
- Eddy Polo im Wespennest, regia di Léo Lasko (1928)
- Schinderhannes, regia di Kurt Bernhardt (1928)
- Panik, regia di Harry Piel (1928)
- Die seltsame Nacht der Helga Wangen, regia di Holger-Madsen (1928)

#### 1929
- Die Mitternachts-Taxe, regia di Harry Piel (1929)
- Der rote Kreis, regia di Frederic Zelnik (1929)
- Ein kleiner Vorschuß auf die Seligkeit, regia di Jaap Speyer (1929)
- Enigma (Die Frau, nach der man sich sehnt), regia di Curtis Bernhardt (1929)
- La voce del sangue (Vererbte Triebe: Der Kampf ums neue Geschlecht), regia di Gustav Ucicky (1929)
- Durchs Brandenburger Tor. Solang noch Untern Linden..., regia di Max Knaake (come Max Knaacke), Wilhelm Dieterle (William Dieterle)
- Drei machen ihr Glück , regia di Carl Wilhelm (1929)
- Männer ohne Beruf, regia di Harry Piel (1929)
- Mutterliebe, regia di Georg Jacoby (1929)
- Narkose, regia di Alfred Abel (1929)
- Legione bianca (Der Ruf des Nordens), regia di Nunzio Malasomma e Mario Bonnard (1929)
- Die Herrin und ihr Knecht, regia di Richard Oswald (1929)

#### 1930
- Gefahren der Brautzeit, regia di Fred Sauer (1930)
- Polizeispionin 77, regia di Willi Wolff (1930)
- Das Mädel aus U.S.A., regia di Carl Lamac (1930)
- Dreyfus, regia di Richard Oswald (1930)
- Ein Burschenlied aus Heidelberg, regia di Karl Hartl (1930)

#### 1931
- 1914, die letzten Tage vor dem Weltbrand, regia di Richard Oswald (1931)
- Notti sul Bosforo (Der Mann, der den Mord beging), regia di Kurt Bernhardt (1931)
- M - Il mostro di Düsseldorf (M - Eine Stadt sucht einen Mörder), regia di Fritz Lang (1931)
- Il ratto di Monna Lisa (Der Raub der Mona Lisa), regia di Géza von Bolváry (1931)
- Bomben auf Monte Carlo, regia di Hanns Schwarz (1931)

#### 1932
- Il vincitore (Der Sieger), regia di Hans Hinrich e Paul Martin (1932)
- Jonny stiehlt Europa, regia di Harry Piel, Andrew Marton (1932)
- Gli undici ufficiali di Schill (Die elf Schill'schen Offiziere), regia di Rudolf Meinert (1932)
- Grün ist die Heide, regia di Hans Behrendt (1932)
- Il prigioniero di Magdeburg (Trenck - Der Roman einer großen Liebe), regia di Ernst Neubach e Heinz Paul (1932)
- Marschall Vorwärts, regia di Heinz Paul (1932)
- Il fantasma del mare (Das Schiff ohne Hafen), regia di Harry Piel (1932)

#### 1933
- La provincialina (Die Unschuld vom Lande), regia di Carl Boese (1933)
- Manolescu, der Fürst der Diebe, regia di Georg C. Klaren, Willi Wolff (1933)
- Il testamento del dottor Mabuse (Das Testament des Dr. Mabuse), regia di Fritz Lang (1933)
- Heimat am Rhein, regia di Fred Sauer (1933)
- Es gibt nur eine Liebe, regia di Johannes Meyer (1933)

#### 1934
- Mutter und Kind, regia di Hans Steinhoff (1934)
- Da stimmt was nicht, regia di Hans H. Zerlett (1934)
- Ein Kind, ein Hund, ein Vagabund, regia di Arthur Maria Rabenalt (1934)
- Herz ist Trumpf, regia di Carl Boese (1934)

#### 1935
- Il capitano Hott (Der rote Reiter), regia di Rolf Randolf (1935)
- Alles um eine Frau, regia di Alfred Abel (1935)
- Serata di gala al circo Peter (Artisten), regia di Harry Piel (1935)
- Tigre reale (Königstiger), regia di Rolf Randolf (1935)
- Die selige Exzellenz, regia di Hans H. Zerlett (1935)

#### 1936
- La jungla in rivolta (Der Dschungel ruft), regia di Harry Piel (1936)
- Heiteres und Ernstes um den großen König, regia di Phil Jutzi (1936)
- Familienparade, regia di Fritz Wendhausen (1936)
- La nona sinfonia (Schlußakkord), regia di Detlef Sierck (Douglas Sirk) (1936)
- Die Stunde der Versuchung, regia di Paul Wegener (1936)
- L'imperatore della California (Der Kaiser von Kalifornien), regia di Luis Trenker (1936)
- Primo incrontro, regia di Hans H. Zerlett (1936)
- Missione eroica (Eskapade), regia di Erich Waschneck (1936)

#### 1937
- Fridericus, regia di Johannes Meyer (1937)
- La sonata a Kreutzer (Die Kreutzersonate), regia di Veit Harlan (1937)
- Die gläserne Kugel, regia di Peter Stanchina (1937)
- Si parla di Clara (Man spricht über Jacqueline), regia di Werner Hochbaum (1937)
- Il paese dell'amore (Land der Liebe), regia di Reinhold Schünzel (1937)
- Mein Sohn, der Herr Minister, regia di Veit Harlan (1937)
- Brillanti (Brillanten), regia di Eduard von Borsody (1937)
- Fanny Elssler, regia di Paul Martin (1937)
- Tango Notturno, regia di Fritz Kirchhoff (1937)

#### 1938
- Das große Abenteuer, regia di Johannes Meyer (1938)
- Die fromme Lüge, regia di Nunzio Malasomma (1938)
- Delitto sull'autostrada (Mordsache Holm), regia di Erich Engels (1938)
- Skandal um den Hahn, regia di Franz Seitz (1938)
- L'orchidea rossa (Rote Orchideen), regia di Nunzio Malasomma (1938)
- Der Tanz auf dem Vulkan, regia di Hans Steinhoff (1938)
- Die Nacht der Entscheidung, regia di Nunzio Malasomma (1938)

#### 1939
- La femmina del fiume (Zwischen Strom und Steppe), regia di Géza von Bolváry (1939)
- Bel Ami l'idolo delle donne  (Bel Ami), regia di Willi Forst (1939)
- Canitoga (Wasser für Canitoga), regia di Herbert Selpin (1939)
- La donna del mistero (Die Frau ohne Vergangenheit), regia di Nunzio Malasomma (1939)
- Verso l'amore' (Die Reise nach Tilsit), regia di Veit Harlan (1939)

#### 1940
- La contessa e il guardiacaccia (Leidenschaft), regia di Walter Janssen (1940)
- Meine Tochter tut das nicht, regia di Hans H. Zerlett (1940)

#### 1941
- Due amori (Die schwedische Nachtigall), regia di Peter Paul Brauer (1941)
- Per la sua felicità (Der Weg ins Freie), regia di Rolf Hansen (1941)
- Der Gasmann, regia di Carl Froelich (1941)

### Regista
- Lottekens Feldzug (1915)
- Im Joche des Schicksals, co-regia di Edmund Edel (1916)
- Seine beiden glücklichsten Tage. Hasemanns Glück und Ende (1916)
- Die Bettelgräfin, co-regia di Joe May (1918)
- Des Vaters Schuld (1918)
- Das Spitzentaschentuch (1919)
- Seine Kammerzofe - cortometraggio (1919)
- Morphium - cortometraggio (1919)
- Maria (1919)
- Irrlichter (1919)
- Eva und der schwarze Ritter (1919)
- Die Sekretärin des Gesandten (1919)
- Die Ehe aus Haß (1919)
- Das Recht auf Glück (1919)
- Das Licht am Fenster (1919)
- Die Stunde nach Mitternacht (1920)
- Die glühende Kammer (1920)
- Der Pokal der Fürstin (1920)
- Das Geheimnis der goldenen Kapsel (1920)
- Eine Frau mit Vergangenheit (1921)
- Der Erbe der van Diemen (1921)
- Betrogene Betrüger (1921)
- Der Flug in den Tod (1921)
- Königin der Nacht (1921)
- Ein ungeklärter Fall (1921)
- Wildnis (1922)
- Zwischen Tag und Traum (1922)
- Die Jagd nach der Frau (1922)
- Wettlauf ums Glück (1923)